# Coelichneumon septenus
Coelichneumon septenus là một loài tò vò trong họ Ichneumonidae.